# Miniszterelnöki Kormányiroda
A Miniszterelnöki Kormányiroda (rövidített elnevezése:MKI)  2018-tól Magyarországon a negyedik Orbán-kormány megalakulását követően létrejött, a kormányfő közvetlen irányításával működő új közigazgatási egység.
Szervezeti és működési szabályzatát a  miniszterelnök 3/2018. (VI. 11.) ME utasítása határozza meg.
A sajtóban Biró Marcell neve merült fel, mint a Miniszterelnöki Kormányirodát vezető államtitkár.

## Feladatköre
Az új Kormányiroda várhatóan a Kormány döntéseinek előkészítését és végrehajtását felügyeli, és részben a Miniszterelnökségtől vesz majd el hatásköröket.
Feladata lesz a kormány-előterjesztések ellenőrzése. Az új törvények esetében ennek a szervezetnek kell majd előzetesen összhangba hoznia a törvényszöveget az alaptörvénnyel, az uniós joggal és az egyéb hazai jogszabályokkal. Mindezt úgy, hogy a jogszabályok előkészítésében sem a Miniszterelnöki Kabinetiroda, sem a Miniszterelnökség vezetője nem élhet esetleges személyes befolyással.
Koordinálni fogja a minisztériumok közigazgatási államtitkárainak munkáját, és hozzá rendelik a kormányzati ellenőrzéseket végző Kormányzati Ellenőrzési Hivatalt. Itt lesz az egységes hírszerzési központ is.
2018 – ig a közpolitikai döntéshozatal előkészítésének és koordinációjának a legfőbb fóruma a Közigazgatási Államtitkári Értekezlet (KÁT) a Miniszterelnökség keretében működött, majd a különálló Miniszterelnöki Kormányiroda felállásával, amely részben a Miniszterelnökség feladatainak egy részét vette át, többek között ide került[1] a KÁT összehívásának, előkészítésének és vezetésének a feladata. A miniszterelnök munkaszervezeteként különálló szervezetként működött a Miniszterelnöki Kormányiroda 2022 -ig. A Miniszterelnöki Kormányiroda az általános politikai koordinációért felelős miniszter által vezetett minisztériumba, azaz a Miniszterelnöki Kabinetirodába történő beolvadással[2] 2022. május 24-én megszűnt.
[1] A miniszterelnök 3/2018. (VI. 11.) ME utasítása a Miniszterelnöki Kormányiroda Szervezeti és Működési Szabályzatáról 26. §d 
[2] 2022. évi II. Törvény Magyarország minisztériumainak felsorolásáról

## A Miniszterelnöki Kormányiroda államtitkárai
| Név                      | Hivatali idő                          | Megjegyzés |
| ------------------------ | ------------------------------------- | --- |
| dr. Biró Marcell         | 2018. május 22. – 2021. július 31.    | közigazgatási államtitkár |
| dr. Bordás Gábor         | 2021. augusztus 1. –                  | közigazgatási államtitkár |
| dr. Fónagy János         | 2018. május 22. –                     | nemzeti vagyonnal kapcsolatos parlamenti ügyekért felelős államtitkár (egyben a miniszter-helyettesi feladatokat ellátó államtitkár) |
| dr. Czepek Gábor         | 2018. május 22. –                     | |
| dr. Juhász Edit          | 2018. május 22. – 2021. október 3.    | nemzeti pénzügyi szolgáltatásokért és közműszolgáltatásokért felelős államtitkár                                                     |
| dr. Bóka János           | 2020 –                                | a miniszterelnök európai uniós kérdésekért felelős államtitkára                                                                      |
| dr. Juhász Roland        | 2020. május 1. –                      | állami vagyongazdálkodásért felelős államtitkár                                                                                      |
| Kovács József            | 2018. május 22. –                     | nemzeti információs államtitkár |
| dr. Pafféri Zoltán       | 2018. június 8. – 2020. október 4.    | társasági portfólióért felelős helyettes államtitkár                                                                                 |
| dr. Dér Ádám             | 2020. október 5. –                    | társasági portfólióért felelős helyettes államtitkár                                                                                 |
| dr. Bartal Tamás         | 2018. május 22. –                     | helyettes államtitkár |
| dr. Bordás Gábor         | 2018. május 22. –                     | kormányzati igazgatásért felelős helyettes államtitkár                                                                               |
| dr. Juhász Roland        | 2018. május 22. – 2020. április 30.   | vagyonfelügyeletért felelős helyettes államtitkár                                                                                    |
| dr. Csernák Ibolya Virág | 2020. október 5. – 2021. december 31. | vagyonfelügyeletért felelős helyettes államtitkár                                                                                    |
| dr. Uszkay-Boiskó Sándor | 2018. május 22. –                     | helyettes államtitkár |
| dr. Benkő Tamás János    | 2018. június 5. –                     | jogi és koordinációs ügyekért, valamint közműszolgáltatásokért felelős helyettes államtitkár                                         |
| dr. Láng Géza Károly     | 2019. június 15. –                    | nemzeti pénzügyi szolgáltatásokért és postaügyért felelős helyettes államtitkár                                                      |